# Sueurre
La Sueurre est une petite rivière Haut-Marnaise dans l'ancienne région Champagne-Ardenne, donc en nouvelle région Grand-Est, et un affluent droit du Rognon donc un sous-affluent de la Seine par la Marne.

## Géographie
D'une longueur de 28,8 km, qui prend sa source à Longchamp (Haute-Marne), au lieu-dit Clinchamp, à 377 m d'altitude.
La Sueurre coule globalement du sud-est vers le nord-ouest
La Sueurre conflue en rive droite dans le Rognon (rivière) à la limite des communes de Vignes-la-Côte et Andelot-Blancheville, à 235 m d'altitude qui ira rejoindre la Marne.

### Communes et cantons traversés
Dans le seul département de la Haute-Marne, la Sueurre traverse les huit communes suivantes, de l'amont vers l'aval, de Longchamp (source), Millières, Consigny, Clinchamp, Ecot-la-Combe, Rimaucourt, Vignes-la-Côte, Andelot-Blancheville (confluence.
Soit en termes de cantons, la Sueurre prend source dans le canton de Poissons, conflue dans le canton de Bologne, dans l'arrondissement de Chaumont.

### Bassin versant
La Sueurre traverse une seule zone hydrographique « La Sueurre de sa source au confluent du Rognon (exclu) » (F516) de 229 km2 de superficie. Ce bassin versant est constitué à 52,79 % de « forêts et milieux semi-naturels », à 46,46 % de « territoires agricoles », à 0,74 % de « territoires artificialisés ».

## Affluents
La Sueurre a deux affluents référencés :
- le ruisseau de la Bosse (rd[note 1]), 1,6 km sur les trois communes de Consigny, Clinchamp et Ecot-la-Combe.
- la Manoise (rd), 13,5 km sur cinq communes avec sept tronçons affluents référencés et de rang de Strahler deux.

### Rang de Strahler
Donc le rang de Strahler est de trois.